# Екбатана
Екбатана (на гръцки: Ἐκβάτανα; на гръцки: Ἀγβάτανα, на асирийски: Hagmatana) е древен град в Мидия, столицата на Велика Мидия (на юг).
Южна Екбатана, сега Хамадан, става столица или по-точно главен град на Велика Мидия при управлението на Дарий I, и същевременно лятна резиденция на персийските царе от династията на Ахеменидите (Страбон, XI, XIII; Ксенофонт; Анаб., III, V; Диодор II, XIII). Персийският шах по сведенията на античните гърци е живял във великолепен дворец в Екбатана, вероятно построен (според гръцки сведения) от легендарната асирийска царица Семирамида. Александър Велики след битката при Гавгамела завзема Екбатана и реквизира от града държавното съкровище на Дарий III, което му позволява да финансира по-нататъшния си поход към Индия. След Александър и по времето на диадохите, Екбатана е управлявана от Селевкидите, което дава основание на Полибий да говори за Екбатана, като за първия град на страната. Полибий описва по него време полулегендарно Екбатана с царския дворец в цитаделата, като градът е бил без крепостни стени, но със седем стадия в окръжност укрепления. Богатствата на града и двореца били разграбени от войските на Александър Велики, а после и на Антигон и Селевк Никанор. В царския дворец в Екбатана, според Полибий, всички дървени части били изработка от кедър и кипарис - греди и тавани, а колоните били покрити със златна и сребърна пластика от плочки, като покрива му бил изработка от чисто сребро. В т.нар. Храм на Ена колоните били със златно покритие, което говори, че Екбатана при всички положения е бил един от най-богатите, многолюдни и красиви древни и антични центрове на света.